# Vesna Pisarović
Vesna Pisarović (ur. 9 kwietnia 1978 w Brczku) – chorwacka wokalistka, reprezentantka Chorwacji podczas 47. Konkursu Piosenki Eurowizji w 2002 roku.

## Życiorys

### Dzieciństwo, edukacja
Vesna Pisarović urodziła się w Brčku w Bośni i Hercegowinie (wówczas Jugosławia). Gdy miała 3 lata wraz z rodzicami przeprowadziła się do Požegi w Chorwacji. Tam też rozpoczęła swą edukację w szkole muzycznej w klasie fletu, śpiewała także w chórze szkolnym. W wieku 11 lat zadebiutowała na scenie muzycznej podczas festiwalu w Kaptol, podczas którego wykonała utwór „Lambada”, za który zdobyła pierwsze miejsce. W 1992 roku wystąpiła w programie telewizyjnym Turbo Limach Show, w którym zaśpiewała piosenki z repertuaru Whitney Houston. Podczas udziału w show jej talent wokalny został dostrzeżony przez organizatorów festiwalu dziecięcego Modri biser Rovinja, którzy zaproponowali jej wystąpienie na konkursowej scenie. Po ukończeniu szkoły średniej przeniosła się do Zagrzebia, gdzie studiowała filologię chorwacką, którą ukończyła z tytułem profesora języka i literatury chorwackiej oraz fonetyki.

### Kariera muzyczna
W wieku 19 lat wzięła udział w festiwalu Zadarfest, podczas którego zaśpiewała swoją autorską piosenkę „Nema me”. Została tam zauważona przez Ivanę Plechinger, dzięki której poznała kompozytorkę Milanę Vlaović. Współpraca zaowocowała wydaniem w 2000 roku pierwszego albumu Pisarović, zatytułowanego Da znaš. W 2000 roku wokalistka zdobyła nagrodę dla najlepszego debiutu roku podczas ceremonii Melodije hrvatskog Jadrana w Splicie oraz zajęła pierwsze miejsca na festiwalu Zagrebfest. Rok później ukazał się jej drugi album studyjny pt. Za tebe stvorena, który otrzymał status złotej płyty w kraju.
Rok po wydaniu drugiego krążka Vesna wzięła udział w krajowym festiwalu Dora z piosenką „Sasvim sigurna”, z którą zajęła pierwsze miejsce, zostając tym samym reprezentantką Chorwacji podczas 47. Konkursu Piosenki Eurowizji. W maju wystąpiła w finale konkursu, w którym wykonała anglojęzyczną wersję utworu („Everything I Want”), zajmując z nią ostatecznie 11. miejsce. Podczas występu artystce towarzyszył chórek w składzie: Vladimir Pavelić-Bubi, Daria Hodnik, Ivana Čabraja i Dragan Brnas-Fudo.
Po udziale w imprezie Pisarović wydała swój trzeci album pt. Kao da je vrijeme, na którym znalazła się m.in. jej eurowizyjna propozycja. W 2004 roku napisała utwór „In the Disco” dla bośniackiego wokalisty Fuada „Deena” Backovića, z którym reprezentował Bośnię i Hercegowinę podczas 49. Konkursu Piosenki Eurowizji. W tym samym roku premierę miała jej czwarta płyta, zatytułowana Pjesma mi je sve, a w 2005 roku – V (Peti). Siedem lat później premierę miał jej kolejny krążek pt. With Suspicious Minds, na którym znalazły się największe przeboje Elvisa Presleya, przearanżowane na stylistykę jazzową.

## Dyskografia

### Albumy studyjne
- Da znaš (2000)
- Za tebe stvorena (2001)
- Kao da je vrijeme... (2002)
- Pjesma mi je sve (2003)
- Peti (2005)
- With Suspicious Minds (2012)

### Albumy kompilacyjne
- Best of (2003)